# Flecha de Dios
Flecha de Dios (en inglés: Arrow of God) es una novela escrita en 1964 por el nigeriano Chinua Achebe, siendo su tercera novela después de su obra, Me alegraría de otra muerte. Estos dos libros, junto con el primera obra, Todo se desmorona, son considedaros como La Trilogía africana, ya que comparten temas y escenarios similares. La novela trata sobre Ezeulu, el jefe sacerdotal de numerosos pueblos igbo en Nigeria colonial, quién se enfrenta ante las potencias coloniales europeas y los misioneros cristianos, durante la década de 1920. La novela fue publicada como parte de la conocida Serie de Escritores Africanos Heinemann.
La expresión "Flecha de Dios" está basada en un proverbio igbo, en el que una persona, o a veces un acontecimiento, representa la voluntad de Dios. La novela fue galardonada con el premio New Statesman, en la categoría de literatura africana.

## Resumen
La novela toma lugar en varias aldeas de la etnia Igbo en la Nigeria británica durante la década de 1920.  Ezeulu es un jefe sacerdotal del dios Ulu, venerado por los seis pueblos de Umuaro. La historia comienza cuando Ezeulu y Umuaro combaten con un pueblo vecino llamado Okperi. El conflicto termina de manera súbita cuando interviene T.K. Winterbottom, un supervisor colonial británico.
Tras el conflicto, un misionero cristiano llamado John Goodcountry, llega a Umuaro. Goodcountry comienza a relatar cuentos sobre los nigerianos que habitan en el Delta de Níger, quienes abandonaron (y combatieron) sus "malas costumbres" tradicionales a favor del cristianismo.
Ezeulu es llamado a que salga de su pueblo por Winterbottom y es invitado a que sea parte de la administración colonial, una política conocida como la ''ley indirecta''. Ezeulu rechaza la idea de ser un ''jefe del hombre blanco'' y es enviado a prisión. En Umuaro, la gente no puede cosechar ñame hasta que Ezeulu dé inicio la Nueva Fiesta del Ñame, para dar gracias a Ulu. Tras salir de prisión, Ezeulu rechaza convocar la celebración, a pesar de haber recibido súplicas por parte de los hombres más importantes de la comunidad. Ezeulu razona con su pueblo, que no es por su voluntad ni la de ellos, sino que la del dios Ulu; Ezeulu comienza a creer que es mitad humano y mitad espíritu. Los ñames comienzan a pudrirse en el campo, y se genera una hambruna en el pueblo, quienes culpan a Ezeulu por el problema. Viendo esto como una oportunidad, Goodcountry propone que el pueblo rinda tributo hacia el Dios cristiano, para que así puedan cosechar lo que queda de sus cosechas con "inmunidad".
Gran parte de los aldeanos pierden su fe hacia Ezeulu.  Uno de sus hijos muere durante una ceremonia tradicional, y el pueblo lo interpreta como una señal de que el dios Ulu ha abandonado a su sacerdote.  Más que combatir la hambruna, el pueblo se enfoca más en convertirse al cristianismo.
El título ''Flecha de Dios" hace referencia a la imagen de Ezeulu como una flecha, en el arco de su dios.

## Temas
Todos los personajes, y lugares de la historia (aldeanos, Ulu, Umuaro, Okperi, y los oficiales británicos) son ficticios.  Pero eso sí, Nigeria estuvo de verdad bajo el mandato del Imperio británico, donde la ley indirecta fue utilizada como una estrategia gubernamental, y gran parte de los pueblos igbo abandonaron sus creencias animistas por el cristianismo.  La novela es considerada como parte del realismo literario africano.
La primera novela de Achebe, Todo se desmorona, cuenta la historia de Okonkwo, líder de una comunidad hasta que comienza a implantarse el colonialismo. Flecha de Dios describe de un modo parecido, la caída de un líder tradicional por parte del colonialismo. Los conflictos centrales de la novela giran alrededor del conservadurismo y el cambio, como Ezeulu, quién rechaza estar al servicio de Winterbottom, o entre los aldeanos tradicionales y el propio hijo de Ezeulu, quienes comienzan a sentirse interesados por el cristianismo.